# Juncus milashanensis
Juncus milashanensis är en tågväxtart som beskrevs av An Min g Lu och Zhong Yi Zhang. Juncus milashanensis ingår i släktet tåg, och familjen tågväxter. Inga underarter finns listade i Catalogue of Life.